# Jules Bastide

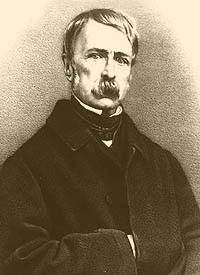
Jules Bastide.

Jules Bastide, född den 21 november 1800 i Paris, död där den 2 mars 1879, var en fransk publicist och statsman.
Bastide ingick först i advokatståndet, men övergav det snart för att istället ägna sig åt handeln, litteraturen och politiken. Han var en av de första "carbonari" i Frankrike och understödde detta sällskap med sin förmögenhet, liksom han även tillhörde sällskapet Aide-toi et le ciel t'aidera. Vid julirevolutionens utbrott 1830 kastade han sig med hänförelse i striden och planterade med egen hand trikoloren på Tuilerierna. År 1832 måste han, såsom komprometterad i åtskilliga insurrektionsförsök, fly till London, men efter några månader benådades han och återvände då till Frankrike. År 1836 blev han utgivare av tidningen National och uppsatte 1847 det katolsk-liberala bladet Revue nationale. Efter att ha på ett verksamt sätt deltagit i februarirevolutionen utnämndes Bastide 1848 av den nya regeringen till understatssekreterare och mottog samma år utrikesportföljen, vilken han dock lämnade ifrån sig efter några månader. I nationalförsamlingen förfäktade han moderat-republikanska åsikter. Efter 1849 spelade han inte någon politisk roll. Bastide utgav Histoire de l’Assemblée législative (1847, ofullbordad), La république française et l'Italie en 1848 (1858), Histoire des guerres religieuses en France (2 band, 1859).